# Musée Stella Matutina
Pour les articles homonymes, voir Stella Matutina.
Le musée Stella Matutina est un musée historique et industriel de l'île de La Réunion situé sur le territoire communal de Saint-Leu. Installé dans une ancienne usine sucrière, il retrace l'histoire de la culture et de l'industrie de la canne à sucre dans ce département d'outre-mer français de l'océan Indien.

## Historique
Le Grand-Stella est l'espace de savane qui relie le musée Stella Matutina au musée du Sel situé à la Pointe au Sel, et formait au départ un grand domaine de 85 hectares, délimité au Nord par le chemin Quatre robinets, au Sud par Le Souffleur, à l’Ouest par l’Océan Indien et à l'Est par la Route Hubert de Lisle. La Pointe au Sel est aujourd'hui propriété du Conservatoire du littoral et le Conseil régional de La Réunion est depuis 1986, propriétaire de la savane et du musée du Sel.
Le musée ouvre ses portes en 1991. Son projet a été défini avec la Cité des sciences et de l'industrie.
La Région Réunion entreprend en 2011 une réhabilitation totale du musée et du site, fondée sur un nouveau projet scientifique et culturel. Stella Matutina dispose de l'appellation Musée de France . Le nouveau musée a ouvert ses portes au public le 7 juin 2015. Il propose un parcours dans l'histoire croisée du sucre et de l'île Bourbon, qui met en lumière les particularités culturelles et économiques de cette île de l'océan Indien.
Au XIXe siècle, La Réunion abandonne la culture du café pour se lancer dans celle de la canne. Il s'agit surtout d'une aventure humaine : les hommes et les femmes qui ont permis à cette agro-industrie d'exister, de se développer, d'innover, sont replacés au cœur du musée, miroir de la société et de l'identité réunionnaises. Données historiques sur le peuplement, l'esclavage et l'engagisme, récits de vie, collections historiques, ethnographiques et techniques, objets insolites, vestiges industriels, témoignages des anciens travailleurs, documents d'archive donnent vie et relief à cette scénographie de la mémoire, avec le renfort des outils multimédias les plus récents.
Le musée consolide également sa vocation industrielle : description de l'évolution des techniques sucrières sur près de 200 ans, et des processus de fabrication représentés par les impressionnantes machines en place dans l'usine.
Enfin, il propose d'aller à la rencontre des Réunionnais en dehors des murs de l'établissement sucrier, à travers une balade-nostalgie dans le « temps lontan », autour de la « boutik sinois » et du « car courant d'air ».
Le site comprend : 
- Un musée
- Des espaces pédagogiques
- L'auditorium Pierre Roselli, dernière génération, de 400 places
- Le centre de documentation Émile Hugot
- Des salles de réunions
- Un cinéma 4D
- Une boutique
- Un espace de restauration

## Galerie de photos

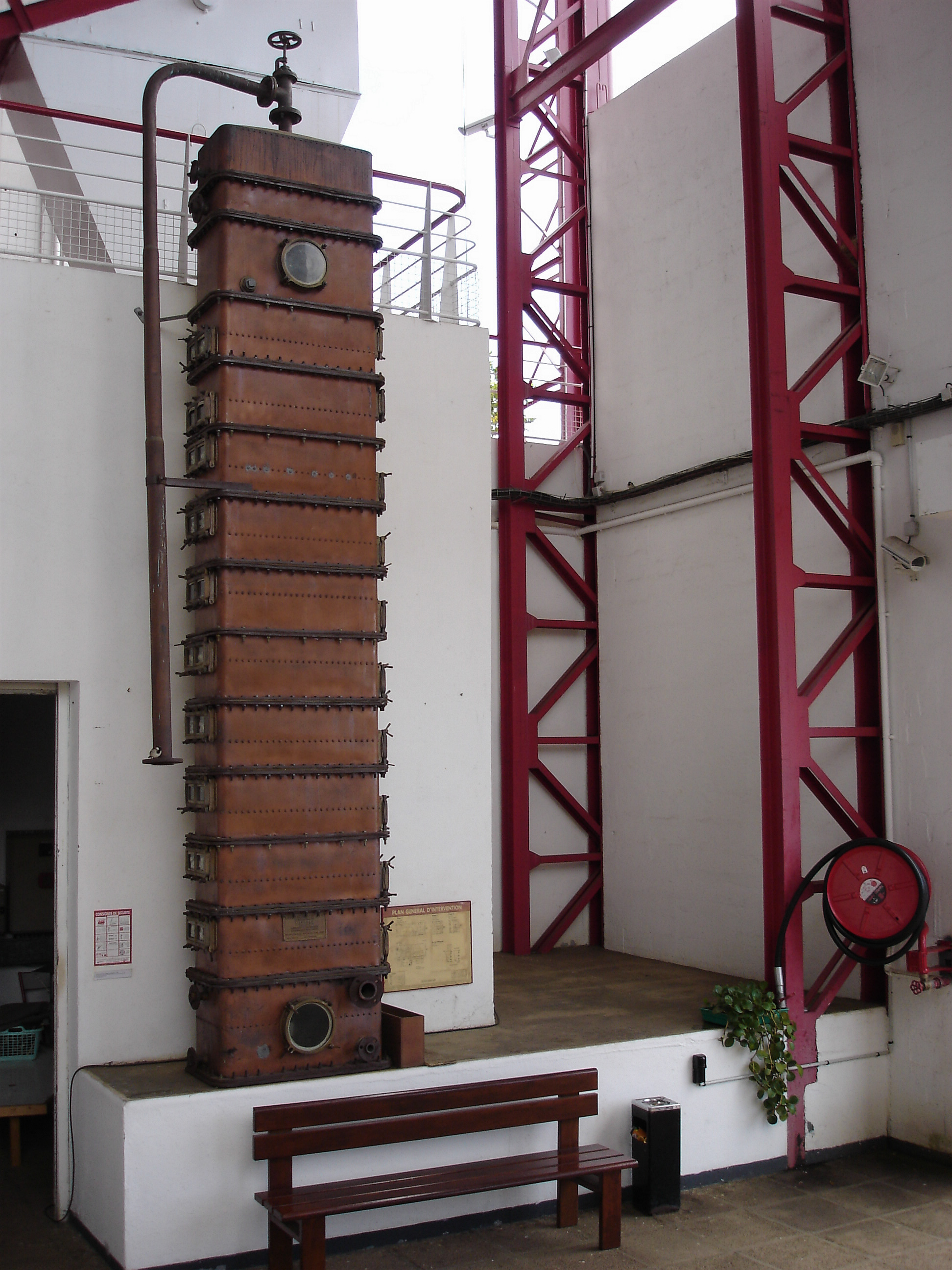
Une colonne à distiller dans le musée.
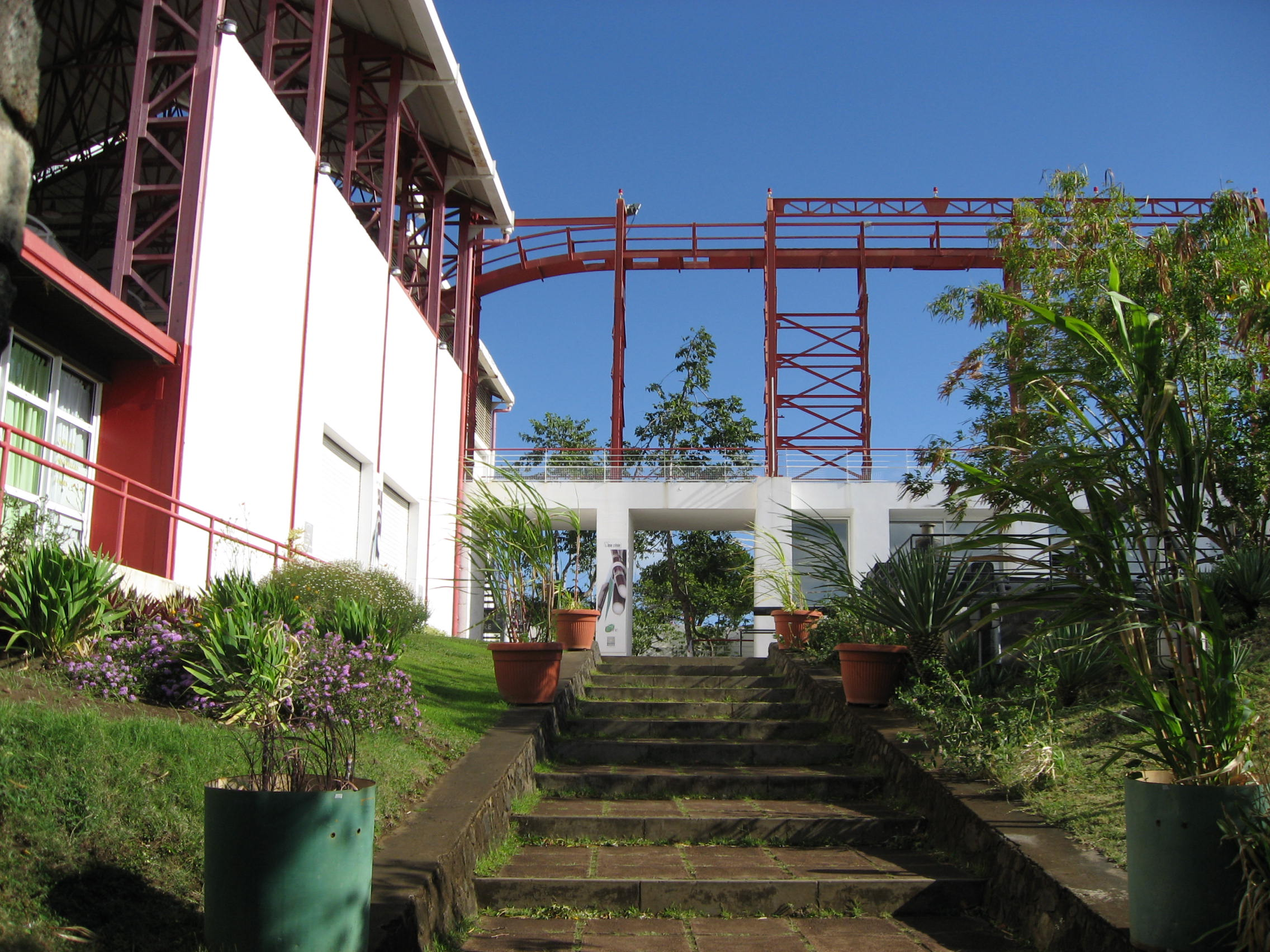
Un escalier à l'entrée du musée.
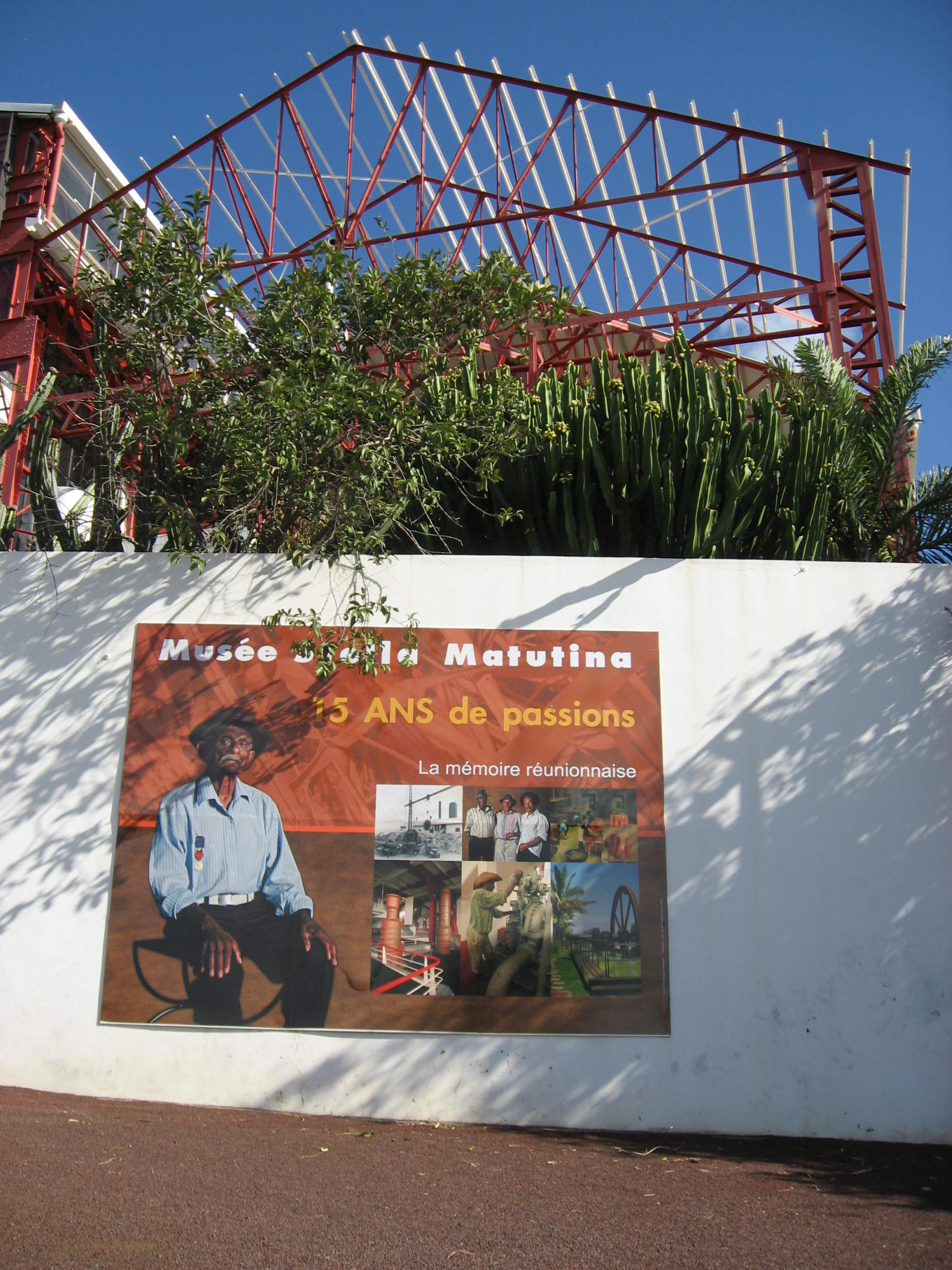
Une des façades du musée.
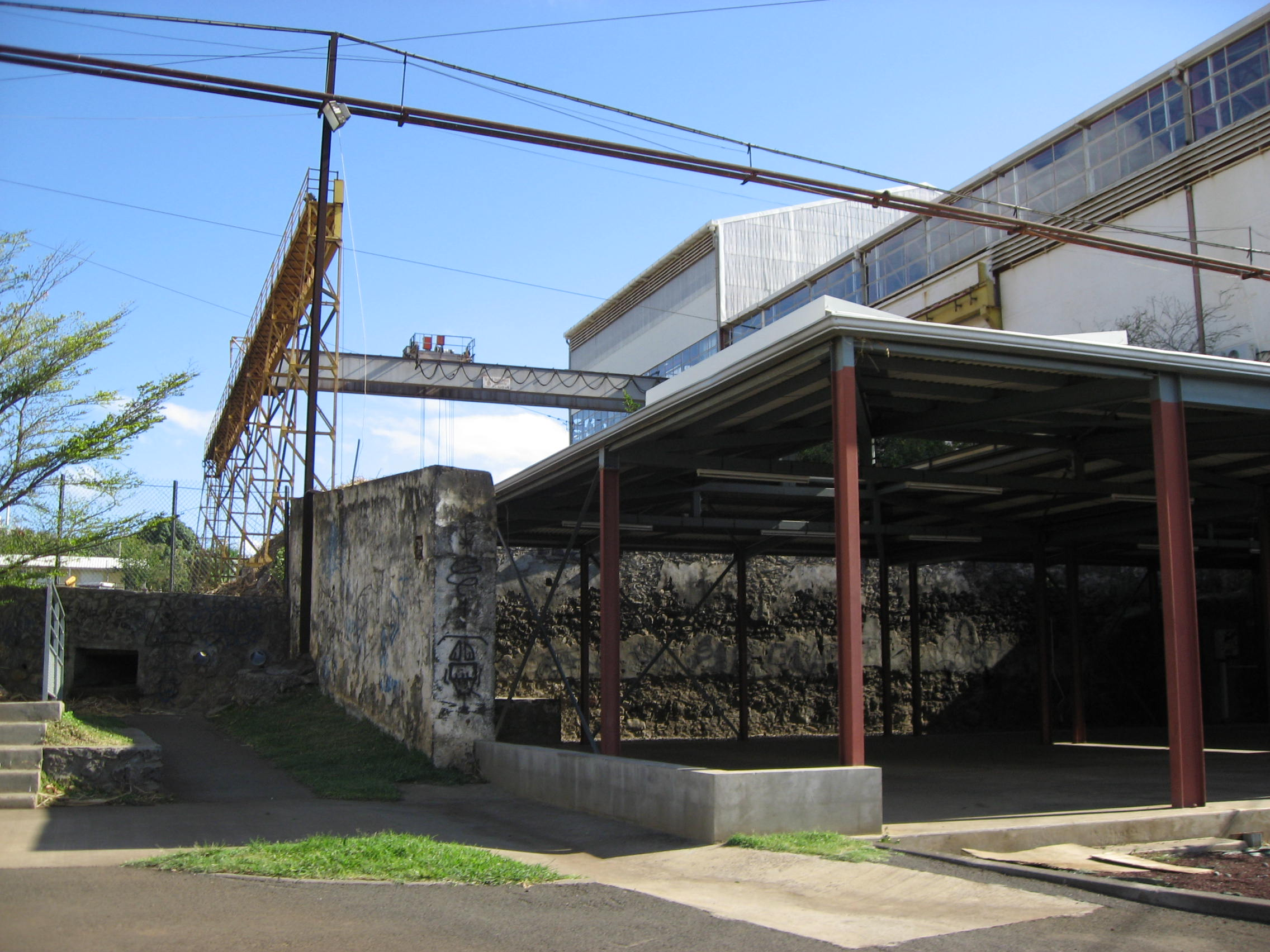
Une des façades du musée.
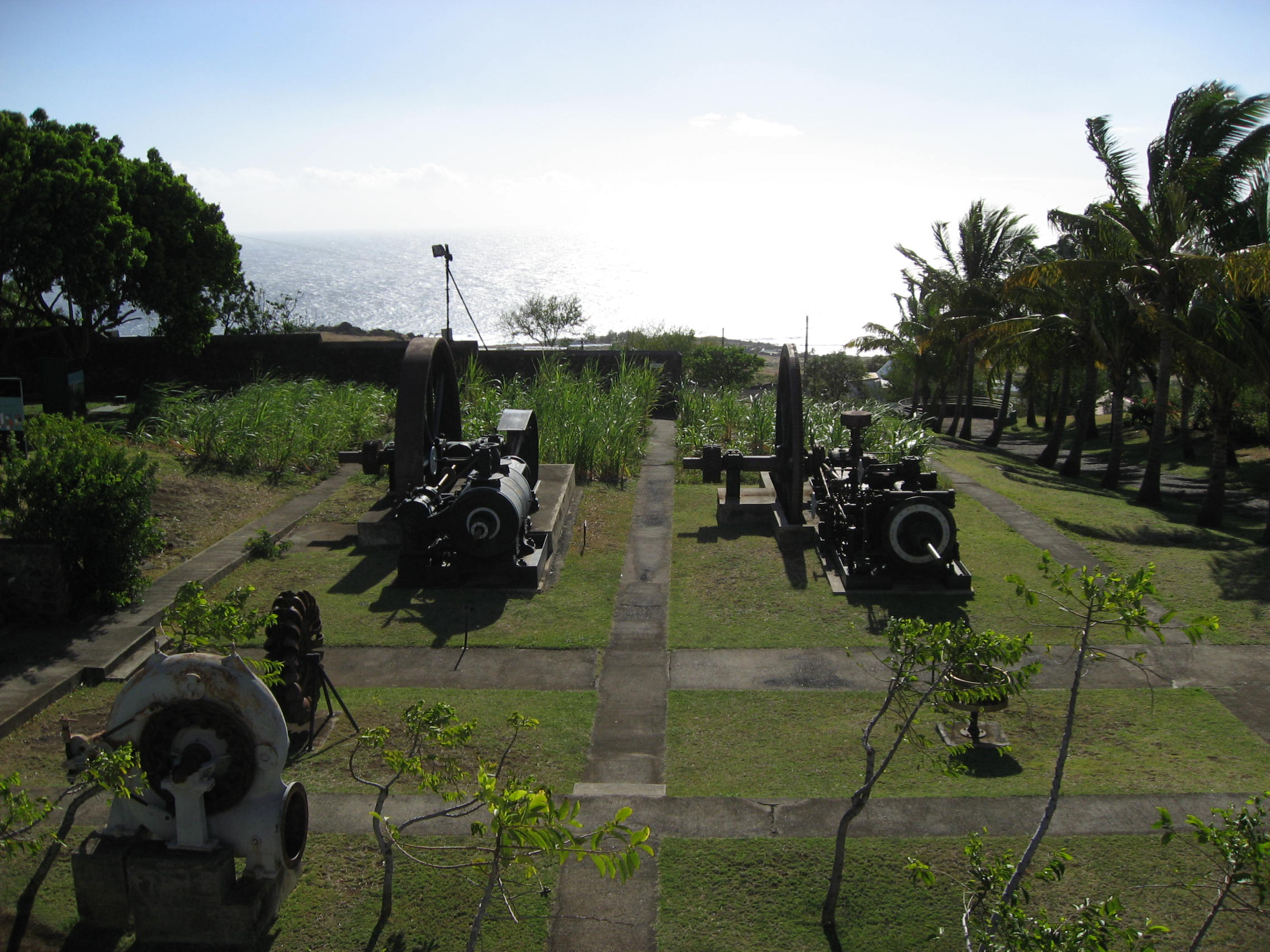
Une vue du jardin avec ses machines à outils.